# 威廉·杰克逊·胡克

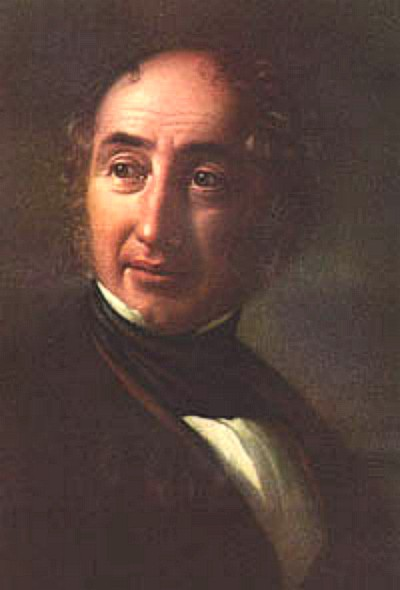

威廉·杰克逊·胡克（英語：William Jackson Hooker，1785年7月6日—1865年8月12日）是英国植物学家。

## 生平
胡克出生于诺里奇。父亲是一位神学家，精通德国文学，尤其喜好种植稀奇的植物。
他在诺里奇中学毕业后，学习了鸟类学和昆虫学，后来开始对植物感兴趣。1809年夏季，他到冰岛考察，搜集了许多标本，但回程时发生了火灾，差点丧命，标本几乎都被毁，但他凭记忆写出了《冰岛记游》，记录了冰岛的植物和居民生活。
1814年，他用了9个月时间到法国、瑞士和意大利考察植物，1816年，出版了第一部学术著作《英国叶苔属》，1820年，他受聘担任格拉斯哥大学的植物学教授，第二年，出版了《苏格兰植物》，发起成立了格拉斯哥皇家植物学会和格拉斯哥植物园。1841年，他被任命为皇家植物园首任园长，在他的主持下，皇家植物园从4公顷扩大到30公顷，种植面积达1.1平方千米，建立了许多新温室和一个经济植物博物馆。
他的园长职务后来由他的儿子，同样著名的植物学家约瑟夫·道尔顿·胡克接替了。

## 主要著作
- 《值得种植的外来植物》Exotic Flora, indicating such of the specimens as are deserving cultivation (3 vols., 1822-1827)
- 《萨拜恩的北极植物》Account of Sabine's Arctic Plants (1824)
- 《格拉斯哥植物园名录》Catalogue of Plants in the Glasgow Botanic Garden (1825)
- 《插图蕨类植物》Icones Filicum  (2 vols., 1829-1831)
- 《英国植物》British Flora (1830)
- 《英国植物分属特征》Characters of Genera from the British Flora (1830)
- 《英属北美洲植物》Flora Boreali-Americana (2 vols., 1840)
- 《蕨类植物分属》Genera Filicum (1842)
- 《皇家植物园的经济植物博物馆》Museums of Economic Botany at Kew (1855)
- 《外来蕨类》Filices Exoticae (1857-1859)
- 《英国蕨类》The British Ferns (1861-1862)